# José Evangelista

José Evangelista (Valencia, 5 de agosto de 1943-Montreal, 9 de enero de 2023) fue un compositor español y canadiense cuya música se basa principalmente en un tratamiento heterófono de la melodía.

## Biografía
Evangelista comenzó sus estudios musicales en Valencia con Vicente Asencio, a título particular, al tiempo que estudiaba Ciencias Físicas en las universidades de Valencia y Madrid. Durante su breve estancia en Madrid conoció a Luis de Pablo, gracias al cual comenzó a interesarse por las músicas no occidentales.
Su trabajo en informática como becario del CERN le llevó a Canadá. Instalado en Montreal en 1970, estudió composición con André Prévost (máster, Universidad de Montreal) y con Bruce Mather (doctorado, Universidad McGill). Siguió cursos de gamelán javanés en Surakarta (1980) y en Yogyakarta (1986) y estudió piano birmano en Rangún (1986). 
Evangelista explora una manera de hacer música basada exclusivamente en la melodía. Desarrolló una escritura heterófona en la que la línea melódica, engendrando ecos de sí misma, crea una ilusión de polifonía. Su música se enraíza en una visión amplia de la tradición: a su origen español se une la influencia del gamelán indonesio, de la vanguardia occidental y de las músicas modales.
De su obra dijo György Ligeti: "J'admire beaucoup votre position de faire quelque chose qui n'est pas dans le main stream de l'avant-garde. Le fait que vous renonciez totalement à l'harmonie et à la polyphonie pour vous concentrer sur l'unisson pur et ainsi sur la tradition folklorique espagnole est très original." (23-09-1991, carta original en el archivo del compositor). Ligeti se refirió de nuevo en términos elogiosos a Evangelista, citándolo entre los compositores contemporáneos que admiraba en una entrevista con Norman Lebrecht que publicó en 1995 el periódico británico The Daily Telegraph.
El catálogo de Evangelista comprende obras instrumentales y vocales así como músicas de escena: dos óperas, cuatro monodramas y dos piezas de teatro musical. Gran parte de la producción de este compositor muestra su interés por la voz, el teatro y los géneros musicales narrativos. Su producción vocal incluye también piezas para coro, para conjunto vocal y para voz solista, entre las que destaca Noche oscura (texto de Juan de la Cruz) encargo del Ministerio de la cultura francés en 1994 para el Groupe Vocal de France.

## Trayectoria como compositor
Una pieza clave de su producción es Clos de vie (1983), para cuerdas, piano, arpa, clavecín, guitarra eléctrica, banjo y vibráfono, dedicada a la memoria de Claude Vivier. Basada en una melodía cíclica y dividida en cuatro secciones, incluye realizaciones diferentes del unísono orquestal. El tratamiento de los instrumentos crea ambigüedad entre sus respectivos timbres. Al final incluye una cita truncada de Lonely Child de Vivier.
Otra de sus obras más significativas es Monodías españolas (1988), para piano, sobre la que Evangelista escribió: "¿Por qué, después de la contribución extraordinaria de Albéniz, Granados, Falla, Mompou y otros a la literatura pianística española, un compositor de hoy se interesa de nuevo por nuestro folklore? Porque quedan tal vez por explorar otras formas de utilizar el material de las melodías populares. La melodía popular tiene valor por sí sola, en su propio carácter escueto, sin necesidad de un desarrollo, […] y no tiene por qué ser tratada dentro de un lenguaje tonal, es decir, armonizada con acordes. Muchas melodías 	populares son en su origen monódicas, sin acompañamiento armónico […] y a menudo presentan elementos modales difíciles de conciliar con el lenguaje armónico tonal."
Entre sus obras para orquesta destacan Airs d'Espagne (1992), para orquesta de cuerdas, interpretada más de 100 veces en Europa, en América (Canadá y Estados Unidos), en Australia y en Asia (China, Japón, Singapur y Vietnam) por 28 orquestas. O también Symphonie minute (1994), tocada por 27 orquestas de Canadá, Europa y Asia. En 2016, Kent Nagano con la Orquesta Sinfónica de Montreal estrenó Accelerando, primera obra moderna para orquesta con un octabajo.
En cuanto a la producción escénica, el monodrama La Porte (1987), con libreto de Alexis Nouss basado en Franz Kafka, se puede describir como una realización musical de la situación del cuentacuentos tradicional.
Manuscrit trouvé à Saragosse (2001), ópera con libreto de Alexis Nouss basado en la novela homónima de Jan Potocki fue estrenada en Montreal por el conjunto de la Sociedad de Música Contemporánea de Quebec bajo la dirección de Walter Boudreau, con puesta en escena de Wajdi Mouawad.
Exercices de style (2007) (sobre un texto homónimo de Raymond Queneau) es una pieza de teatro musical para voz y piano, ampliamente interpretada en Francia y en Canadá.

## Enseñanza y animación musical
De 1979 a 2009, Evangelista fue profesor en la facultad de Música de la Universidad de Montreal.
En 1987 consiguió que el gobierno de Indonesia cediera dos gamelanes a la Universidad de Montreal y fundó el Taller de gamelán en la Facultad de Música. De este taller de estudiantes surgió el conjunto Giri Kedaton, grupo profesional en residencia en la universidad, cuyo repertorio incluye, además de piezas del repertorio balinés tradicional, nuevas obras para gamelán de compositores de Quebec y de Bali.
Evangelista fue miembro fundador de dos sociedades de conciertos: Traditions musicales du monde, con Ramón Pelinski (1978), y Les Événements du Neuf, con John Rea, Lorraine Vaillancourt y Claude Vivier (1979). 
Entre sus alumnos destacados figuran Simon Bertrand, Samy Moussa y Ana Sokolovic.

## Compositor en residencia
- 1986: Instituto de las Artes de Indonesia (Yogyakarta)
- 1993-95: Orquesta Sinfónica de Montreal (Canadá)
- 1999: GRAME, Centro nacional de creación musical, Lyon (FRancia)
- 2000: Fondation Royaumont, Asnières-sur-Oise (Val-d'Oise, Île-de-France, Francia)

## Premios
- 1974: Primer premio en el concurso nacional Arpa de Oro, España, por En guise de fête.
- 1982: Premio extraordinario de composición del Ministerio de Cultura de España, por Visión.
- 1984: Clos de Vie recomendada por la Tribuna internacional de compositores de la UNESCO[13]
- 1997: Premio Jan V. Matejcek de Nueva Música Clásica, SOCAN.[14]
- 2003: Medalla de la ciudad Bourget-du-Lac, Francia.
- 2017: la Sociedad de Música Contemporánea de Quebec (SMCQ) le consagró a lo largo de la temporada 2017-2018 la serie Homenaje por «su extraordinaria trayectoria» y «una actitud única y coherente con su gran apertura al mundo». Más de 40 conciertos y 250 actividades celebraron su obra.[15]
- 2019: Premio Serge-Garant de la Fundación Émile-Nelligan por el conjunto de su obra.[16]

## Obras (selección)

### Coro
- Cantus sacri, 1993

SATB; 10 min.

1. Corpus, 4 min.

2. Dum esset rex, 3 min.

3. O quam suavis est, 3 min.

### Conjunto vocal
- Noche oscura (texto de Juan de la Cruz), 1994

3S, 3A, 3T y 3B; 14 min.  
- Les animaux de personne (texto de Jacques Roubaud), 1997

2S, 2A, 2T, 2B; 15 min. 
- Songs of Innocence and of Experience (texto de William Blake), 2002

CTTB o 1S, 1A, 1T, 1B; 11 min.
- Leçons du Tao (texto de Lao Zi), 2005

3S, 2mez, 2A y clarinete; 9 min.

### Voz solista
- Visión (texto de Teresa de Ávila), 1982

Mezzosoprano, piano, arpa, guitarra eléctrica, vibráfono y violonchelo; 20 min.  
- Dos sonetos barrocos (textos de Lope de Vega y de Quevedo), 2002

Mezzosoprano y violonchelo; 5 min. 

### Teatro musical
- Exercices de style (texto de Raymond Queneau), 2007

Voz (1 a 19 ejecutantes) y piano; 35 min. 		
- Va-et-vient (texto de Samuel Beckett), 2008

1S, 1mez, 1A y clarinete; 6 min.  

### Monodrama
- La porte (texto de Alexis Nouss), 1987

Soprano y percusión; 45 min, 
- Plume (texto de Henri Michaux), 1974-1992

Editions Salabert

Soprano y violonchelo; 16 min.

1. Plume, un homme paisible; 6 min., 1974

2. Plume au plafond; 5 min., 1992

3. Plume à Casablanca; 5 min., 1987
- Alice & friends (texto de Lewis Carroll), 1990

Soprano, flauta, violín, violonchelo y percusión; 23 min.

### Ópera
- Exercices de conversation et de diction françaises pour étudiants américains (texto de Eugène Ionesco), 1999

STB, piano, flauta, clarinete y trío de cuerdas; 45 min.
- Manuscrit trouvé à Saragosse (texto de Alexis Nouss basado en Jan Potocki), 2001

2S 1A 2T 3Bar 1B, flauta, oboe, clarinete, sintetizador, percusión, quinteto de cuerdas; 1h45.

### Orquesta
- Airs d'Espagne, 1992

Orquesta de cuerdas; 14'30 min.  
- Symphonie minute, 1994

2222 2210 arpa, cuerdas; 7 min. 
- Cancionero, 2001

2(II anche piccolo)222 2210 arpa, 2 percusiones, cuerdas; 15 min.    
- O Gamelan, 2013

3131 2100 4 percusiones, mandolina, arpa, piano, celesta, cuerdas; 16 min.
- Accelerando, 2016

Orquesta sinfónica; 12 min.

### Orquesta con solistas
- Piano concertant, 1987

Editions Salabert

Piano y 2222 2200 vibráfono, cuerdas; 14 min. 
- Violinissimo, 1992

Violín y 2222 2210 arpa, vibráfono, cuerdas; 15 min. 
- Concerto con brio, 2004

Cuarteto y orquesta de cuerdas; 11'30 min. 
- O Qin, 2009

Guqin, yangqin y orquesta; 6 min.

### Conjunto instrumental
- Motionless Move, 1980

1110, arpa, 2 percusiones, 3 sintetizadores 11110; 14 min.  
- Clos de vie, 1983

Editions Salabert
Piano, arpa, clavecín, guitarra eléctrica, banjo, vibráfono y 11011; 15 min.
- Saxoctet, 1987

8 saxofones (2sop., 2altos, 2ten., 2bar.); 14 min.
- O Bali, 1989

Editions Salabert

2 flautas, piano, vibráfono, 11011; 12 min. 
- Piano concertant, 1990

Versión para piano y 1111 1110 vibráfono 11111; 14 min. 
- Chase, 1997

Clavecín, trompeta, vibráfono, piano, violín y contrabajo; 3 min. 
- Alap & Gat, 1998

1121 1110 piano, percusión 11111; 15 min.
- Concerto Kebyar, 1998

Ondas Martenot y gamelán gong kebyar; 11 min.
- Microtons avec tempérament, 2000

Flauta, clarinete, sintetizador, violín, viola, violonchelo; 9 min.

### Cuarteto de cuerda
- Spanish Garland, 1993

9 min. 

### Dúos
- Duo staccato, 1985

violín y piano; 8 min. 
- Interplay, 1993

Piano y percusión; 10 min. 
- Fleurs tombées, 2005

Flauta y guzheng; 6 min. 
- Retazos, 2010

Dos guitarras; 9 min.

### Piano
- Monodías españolas, 1988

Editions Salabert, 19 min (versión abreviada, 11 min.) 
- Nuevas monodías españolas, 1999

13 min. 
- Bis, 2004

Ediciones Piles

8 min. 

### Órgano
- Ecos, 1987

6 min

## Discografía (selección)
* 1978 L'Ensemble d'Ondes de Montréal (RCI 492) Jean Laurendeau, Marie Bernard, Johanne Goyette, Suzanne Audet, ondes Martenot, y Serge Gratton, vibráfono

Incluye: Carrousel
* 1991 Chroma (ART 004 CD) Arraymusic chamber ensemble

Incluye: Merapi
- 1992 José Evangelista - Compositions (SCD910)

Disco monográfico

Clos de vie, Ensemble de la SMCQ, dir. Serge Garant

Piano concertant, Louise Bessette, piano, y Orquesta de Radio-Canada, dir. Lorraine Vaillancourt

Plume, un homme paisible, Pauline Vaillancourt, soprano, y Claude Lamothe, violonchelo

Ô Bali, Conjunto instrumental, dir. Lorraine Vaillancourt

Monodías españolas, Louise Bessette, piano

- 1992 Bali à Montréal (UMM 104)

Nouvel Ensemble Moderne, dir. Lorraine Vaillancourt

Incluye: Ô Bali
* 1993 Ô Bali. Colin McPhee and his legacy  (MVCD 1057)

Incluye: Ô Bali, Robert Aitken y Diane Aitken, flautas, y conjunto New Music Concerts
* 1993 Pauline Vaillancourt chante José Evangelista  (IMSO-9605-CD). 
Disco monográfico

La Porte, Pauline Vaillancourt, soprano, y Julien Grégoire, percusión

Plume, Pauline Vaillancourt, soprano, y Claude Lamothe, violonchelo
* 1993 Música valenciana del s. XX para flauta y piano (EGT 590 CD)
Bartomeu Jaume, piano

Incluye: Monodías españolas
* 1996 Ginastera, Villa-Lobos, Evangelista (CHAN 9434)
I Musici de Montréal, dir. Yuli Turovsky

Incluye: Airs d'Espagne
Premios Félix y Juno
* 1996 Dos tonadas levantinas. Música coral a capella (EGT 668-CD)
Estrella Estévez, soprano, Ricardo Gozalbes, tenor, Amadeo Lloris, barítono, y Cor de València, dir. Francisco Perales

Incluye: Cantus sacri, O quam suavis est
* 2001 invocation (ACD2 2284)
musica intima, conjunto coral

Incluye: O quam suavis est
* 2001 25 Miniatures (ART 025 CD)
Arraymusic chamber ensemble

Incluye: Chase
* 2004 Eve Egoyan. The art of touching the piano (EVE0104)

Incluye: Nuevas monodías españolas
* 2004 Panneton, Demers, Lesage, Evangelista (ACD2 2242)
Nouvel Ensemble Moderne. Lorraine Vaillancourt, dir.

Incluye: Alap & Gat
* 2007 Four, For Tango (NA 100 CD)
Cuarteto Latinoamericano  

Incluye: Spanish Garland
* 009 Old, new, borrowed music (ART-039)
Madawaska Quartet

Incluye: Spanish Garland
* 2010 Regards sur l'Espagne(AN 2 9963)
Louise Bessette, piano 

Incluye: Nuevas monodías españolas
* 2011 Carte postale (ACD2 2502)
Quatuor Alcan  

Incluye: Spanish Garland
* 2012 Piano music from Quebec, (McGill Records 620675212265)
Jeremy Thompson, piano

Incluye: Bis
* 2013 La Voix Nue (BGR279)
Patricia Green, Mezzosoprano 

Incluye: Exercices de Style (selección)
* 2013 Zia (DSL-92164)
Del Sol String Quartet

Incluye: Spanish Garland